# Ascarididae
Famille
Les Ascarididae sont une famille de nématodes (les nématodes sont un embranchement de vers non segmentés, recouverts d'une épaisse cuticule et menant une vie libre ou parasitaire).
Les Ascarididae sont des vers ronds parasites intestinaux. Certaines espèces infectent divers vertébrés dont les humains.

## Liste des sous-familles
Selon Catalogue of Life (27 décembre 2024) :
- Angusticaecinae Skrjabin & Karokhin, 1945
- Ascaridinae Baird, 1853
- Porrocaecinae Osche, 1958
- Toxocarinae Hartwich, 1954

## Liste des genres
N.B. : cette liste est peut-être incomplète.
- Amplicaecum
- Angusticaecum
- Ascaris Linnaeus, 1758
- †Ascarites (fossiles)[2]
- Baylisascaris
- Crossophorus
- Dujardinascaris
- Hexametra
- Lagaochilascaris
- Ophidascaris
- Parascaris Yorke & Maplestone, 1926
- Polydelphis
- Raillietascaris Sprent, 1985[3]
- Seuratascaris Sprent, 1985[4],[5]
- Toxascaris Leiper, 1907
- Toxocara Stiles, 1905
- Travassoascaris